# Fred Ward
Freddie Joe Ward (San Diego (Californië), 30 december 1942 – 8 mei 2022) was een Amerikaans acteur. Hij was van Schots-Ierse en Cherokee afkomst.

## Biografie
Ward studeerde acteren aan de New Yorkse Herbert Berghof Studio. Na zijn studie ging hij naar Europa, waar hij in twee Italiaanse films speelde, allebei geregisseerd door Roberto Rossellini.
Na zijn jaren in Europa keerde Ward terug naar zijn vaderland Amerika, waar hij in 1979 zijn eerste grote doorbraak kende in de film Escape from Alcatraz.
Andere filmrollen had hij in Southern Comfort (1981), The Right Stuff (1983), Secret Admirer (1985), Remo Williams: The Adventure Begins (zijn definitieve doorbraak) uit 1985, Henry & June (1990) en The Player (1992).
In 1989 speelde Ward in de film Tremors, waarna hij ook in de rest van de wereld een bekend acteur werd. Zo speelde hij mee in series als True Detective, ER en Grey's Anatomy.

## Prijzen
- 2001: Video Premiere Award - Full Discosure (Nomination)
- 1993: Volpi Cup - Short Cuts
- 1993: Golden Globe - Short Cuts

## Filmografie
- Armored (2009)
- The Feast of Love (2006)
- The Wild Stallion (2006)
- Funky Monkey (2004)
- The Last Ride (2004)
- 10.5 (2004)
- Coast to Coast (2004)
- Masked & Anonymous (2003)
- Sweet Home Alabama (2002)
- AKA Birdseye (2002)
- Enough (2002)
- Abandon (2002)
- Georgetown (2002)
- Dice (2001)
- Corky Romano (2001)
- Summer Catch (2001)
- Joe Dirt (2001)
- Full Disclosure (2001)
- Road Trip (2000)
- The Chaos Factor (2000)
- Ropewalk
- Circus (2000)
- The Crow: Salvation (2000)
- The Crimson Code (1999)
- Dangerous Beauty (1998)
- Invasion: Earth (1998)
- The Vivero Letter (1998)
- Best Men (1997)
- Chain Reaction (1996)
- Tremors 2: Aftershocks (1996)
- The Blue Villa (1995)
- Naked Gun 33⅓: The Final Insult (1994)
- Two Small Bodies (1993)
- Luck, Trust & Ketchup (1993)
- Short Cuts (1993)
- Thunderheart (1992)
- The Player (1992)
- Equinox (1992)
- Four Eyes and Six Guns (1991)
- Cast a deadly Spell (1991)
- Canyon Cop (1991)
- Henry & June (1990)
- Tremors (1990)
- Miami Blues (1990)
- Catchfire (1990)
- Big Business (1988)
- The Prince of Pennsylvania (1988)
- Saigon (1988)
- The Price of Live
- Florida Straits (1986), tv-film
- Train of Dreams (1986)
- American Playhouse (1985), tv-serie
- Secret Admirer (1985)
- Remo Williams: The Adventure Begins (1985)
- Swing Shift (1984)
- Uncommon Valor (1983)
- Silkwood (1983)
- The Right Stuff (1983)
- Timerider: The Adventure of Lyle Swan (1982)
- Southern Comfort (1981)
- UFOria (1980)
- Carny (1979)
- Escape from Alcatraz (1979)
- Hearts of the West (1975)
- Cardiac Arrest (1974-1980)
- Ginger in the Morning (1974)

## Trivia
- Voordat Ward begon met zijn acteercarrière, bracht hij drie jaar door in het Amerikaanse leger. Ook heeft hij gebokst en was hij houthakker in Alaska.